# Cornwall (Connecticut)
Cornwall – miasto w Stanach Zjednoczonych, w stanie Connecticut, w hrabstwie Litchfield.